# Bernd Sösemann
Bernd Sösemann (né le 8 octobre 1944 à Göttingen) est un historien allemand.

## Biographie
Bernd Sösemann étudie l'histoire, la philologie allemande, la philosophie et l'éducation à l'université de Göttingen. Il réussit le premier et le deuxième examen d'État pour enseigner dans les lycées. En 1974, il obtient son doctorat avec la thèse Le journalisme libéral dans la phase finale de la République de Weimar. Pendant quatre ans, il travaille pour la Commission historique de l'Académie bavaroise des sciences, pour laquelle il édite les journaux de Theodor Wolff. En 1985, l'Université libre de Berlin le nomme primo loco directeur fondateur de la chaire d'histoire de la communication publique et des sciences du journalisme. Il y enseigne et fait des recherches jusqu'à sa retraite en mars 2010. Il continue à diriger le Bureau d'histoire de la communication et de journalisme interculturel (AKiP) à l'Institut Friedrich-Meinecke (de) de l'Université libre de Berlin. Il est conférencier invité à Cagliari, Trente, Sydney et Rome. De 1988 à 2010, il est membre de la Commission historique prussienne. De 1989 à 2009, il est président du groupe de travail sur l'histoire de la Prusse (de). De 1991 à 2010, il publie le Jahrbuch der Berliner Wissenschaftlichen Gesellschaft (de). En 2014, il fait des recherches en tant que membre honoraire du Collège historique (de) de Munich.
Dans ses recherches sur les journaux de Kurt Riezler de la Première Guerre mondiale (Karl Dietrich Erdmann (de)), sur la succession du réformateur prussien Theodor von Schön et les journaux de Joseph Goebbels (éd. Horst Möller, Elke Fröhlich (de)), publiées dans la revue Historische Zeitschrift (1983 et 2014), aux Böhlau Verlag (1996, 2006) et dans le Jahrbuch für Kommunikationsgeschichte (de) (2008), il trouve des faiblesses éditoriales, des erreurs et des falsifications factuelles de ces éditions.
En 2010 est paru en son honneur Geschichte, Öffentlichkeit, Kommunikation. Festschrift für Bernd Sösemann zum 65. Geburtstag (édité par Patrick Merziger). Il est membre du conseil d'administration du prix Theodor-Wolff, membre du conseil d'administration de la Fondation Erhard-Höpfner (Berlin), du groupe de travail sur l'histoire de la Prusse et de la Société scientifique de Berlin, et président de la Société Friedrich-Meinecke en Berlin.
Les principaux domaines de recherche de Sösemann sont l'histoire de la communication publique et des médias, la vie et l'œuvre du rédacteur en chef du Berliner Tageblatt Theodor Wolff (biographie et 7 vol. documents), l'histoire allemande de l'Empire au début de la République fédérale, l'histoire de la Prusse, l'histoire du libéralisme, l'histoire de la propagande dans les dictatures modernes et l'étude des éditions.

## Publications (sélection)
monographies
- Das Ende der Weimarer Republik in der Kritik demokratischer Publizisten. Theodor Wolff, Ernst Feder, Julius Elbau, Leopold Schwarzschild (= Abhandlungen und Materialien zur Publizistik, Bd. 9). Berlin 1976,  (ISBN 3-7678-0410-7). Zugleich Dissertation an der Universität Göttingen unter dem Titel Liberaldemokratische Publizisten in der Auflösungskrise der Weimarer Republik, Göttingen 1977.
- Theodor Wolff – ein Leben mit der Zeitung. Econ, München 2000,  (ISBN 3-430-18569-6). In völlig überarbeiteter Fassung und um ausgewählte Artikel Wolffs erweiterte Neuausgabe unter dem Titel:

Theodor Wolff – Ein Leben mit der Zeitung. Franz Steiner Verlag, Stuttgart 2012,  (ISBN 978-3-515-10174-5).
rédactions
- Theodor Wolff: Tagebücher 1914–1919 – Der Erste Weltkrieg und die Entstehung der Weimarer Republik in Tagebüchern, Leitartikeln und Briefen des Chefredakteurs am „Berliner Tageblatt“ und Mitbegründers der „Deutschen Demokratischen Partei“. In zwei Bänden (= Deutsche Geschichtsquellen des 19. und 20. Jahrhunderts, Bd. 54). Boldt, Boppard am Rhein,  (ISBN 3-7646-1835-3).
- mit Jürgen Frölich, Centrum Judaicum: Theodor Wolff. Journalist, Weltbürger, Demokrat. In Zusammenarbeit mit der Friedrich-Naumann-Stiftung (= Jüdische Miniaturen. Bd. 10). Hentrich & Hentrich, Teetz 2004,  (ISBN 3-933471-62-1).
- mit Marius Lange: Propaganda. Medien und Öffentlichkeit in der NS-Diktatur. 2 Bände, Steiner, Stuttgart 2010,  (ISBN 978-3-515-09635-5).
- mit Gregor Vogt-Spira (de): Friedrich der Große in Europa – Geschichte einer wechselvollen Beziehung. Steiner, Stuttgart 2012,  (ISBN 978-3-515-10387-9).